# مؤيد الخولي
مؤيد الخولي لاعب كرة قدم سوري من مواليد دمشق يجيد اللعب ك قلب دفاع وظهير أيمن يلعب حاليا لصالح نادي النجمة البحريني.